# 合肥东站
合肥东站位于中国安徽省合肥市瑶海区，位于淮南线、宁西铁路上，为三级五场混合式区段站，1996年启用下行场，编组场则于1998年启用。车站承担华东第二货运通道（淮南、皖赣和宣杭铁路）各类货运列车和合肥枢纽运输小运转列车，担负阜阳、蚌埠、芜湖、信阳、合九、合肥枢纽等6个方向的车辆解编作业。
上海铁路局合肥机务段位于合肥东站。

## 车站结构
合肥东站原为单向纵列式一级三场站型，其中下行到发场设有8条股道，调车场设有17条股道，上行到发场设有7条股道，驼峰高3.5米。到达场设有8条股道，建于2000年宁西铁路建设期间，车站形成二级四场格局。2005年编发场扩建6条股道。
在2016年的二通道电气化扩建工程中，车站于西南侧新增设有11条股道的出发场，同时将原下行到发场改为直通场，设有2条正线、5条到发线和1条机走线，负责二通道和宁西下行直通列车到发；另外施工部门将到达场股道增加至10条、调车场股道增加至27条。
| ←阜阳、蚌埠 ↙信阳、九江 | 直通场           | 芜湖、南京→ 合肥↘ |
| 到达场                  | 调车场           | 下行出发及通过场  |
| 合肥机务段              | 上行出发及通过场 |                   |

## 相邻车站
| 上一站       | 中国铁路 | 中国铁路       | 中国铁路 | 下一站         |
| ------------ | -------- | -------------- | -------- | -------------- |
| 双墩集往淮南 |          | 淮南铁路       |          | 三十里铺往芜湖 |
| 起訖站       |          | 宁西铁路桃东线 |          | 桃花店往新丰镇 |